# Supercoppa bielorussa 2022 (pallavolo maschile)
La Supercoppa bielorussa 2022, 6ª edizione della Supercoppa nazionale di pallavolo maschile, si è svolta il 28 settembre 2022: al torneo hanno partecipato due squadre di club bielorusse maschili e la vittoria finale è andata per la quarta volta allo Šachcër Salihorsk.

## Regolamento
Le squadre hanno disputato una gara unica.

## Squadre partecipanti
| Squadra           | Qualificazione                                                 | Ultima partecipazione      |
| ----------------- | -------------------------------------------------------------- | -------------------------- |
| Budaŭnik Minsk    | Finalista Coppa di Bielorussia 2021-22                         | Supercoppa bielorussa 2021 |
| Šachcër Salihorsk | Vincitrice Vysšaja Liha 2021-22 e Coppa di Bielorussia 2021-22 | Supercoppa bielorussa 2021 |

## Torneo
| 28 settembre 2022 Palazzetto dello Sport Uruchje, Minsk Durata: 2h:18 - Spettatori: ? | Šachcër Salihorsk | 3 - 2 | Budaŭnik Minsk | 21-25, 23-25, 25-17, 25-21, 15-12 |